# Stazione di Nave San Felice
Nave San Felice è una stazione ferroviaria della linea Trento-Malé-Mezzana, inaugurata nel 1964 in sostituzione della preesistente tranvia, a servizio dell'omonima frazione del comune di Lavis e di Nave San Rocco.

## Strutture e impianti
Il piazzale è dotato di due binari: il secondo è quello di linea, mentre il primo è utilizzato in caso di coincidenza. L'accesso all'utenza è garantito da un unico marciapiede centrale ai due tracciati.